# رز صلح

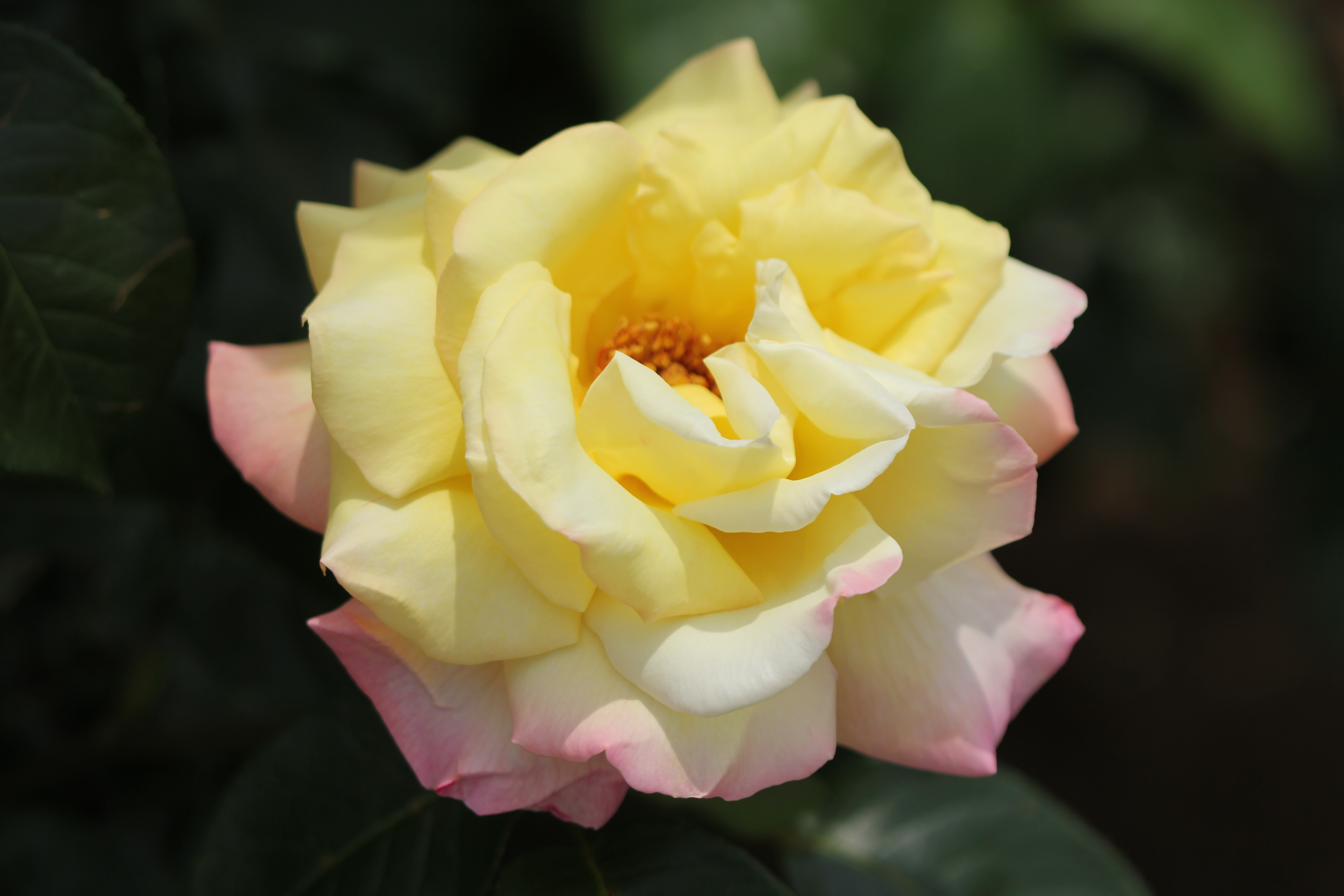

رز صلح (به انگلیسی: Peace) یا رز مادام میل‌لند یکی از رقم‌های رز است که به خوبی به عنوان یکی از انواع  محبوب باغ رز شناخته شده‌است. تا سال ۱۹۹۲ بیش از یک صد میلیون بوته از این گیاهان بفروش رسیده است. رز صلح از نوع رز دورگه چای است. گل‌های بزرگی با رنگ از زرد یا کرم دارد که کمی در لبه‌های گلبرگ به رنگ صورتی یا سرخ در آمده‌است. نسبتاً به بیماری مقاوم  است، و از نظر نگهداری هم در باغ و هم از نظر آن تجارتی گل محبوبی است.
رز صلح در  فرانسه توسط فرانسیس میل‌لند در طی سال‌های ۱۹۳۵ تا سال ۱۹۳۹ پرورش و توسعه داده شد. در هنگام تهاجم آلمان به فرانسه میل لند جهت محافظت از رقم جدید، قلمهٔ این گل را به دوستان خود در ایتالیا، ترکیه، آلمان و ایالات متحده آمریکا فرستاد. گفته شده‌است، که آن را قبل از تهاجم آلمان به فرانسه با آخرین هواپیما، به آمریکا، جایی که در طول جنگ  با خیال راحت تکثیر شد فرستادند.

## نامگذاری
میل لند درست قبل از جنگ قلمه را به کشورهای گوناگون فرستاد، به علت اینکه در طی جنگ ارتباطات بین تکثیر دهندگان گل امکان‌پذیر نبود، نام‌های مختلفی بر روی این رقم گذاشته شد.
در اوایل سال ۱۹۴۵ میل‌لند به فیلد مارشال آلن بروک، یکی از مارشال‌های جنگ جهانی دوم نوشت که مایل است برای تشکر از آزادسازی فرانسه، یک گل رز را بنام او نامگذاری کند. مارشال آلن بروک در جواب گفت که از پیشنهاد شما تقدیر می‌کنم، ولی نام من به زودی فراموش می‌شود و بهتر است  نام صلح که نامی بهتر و پایدارتر است، بر روی آن بگذارید.
در ۲۹ آوریل سال ۱۹۴۵ تصویب نام تجاری "صلح" توسط ایالات متحده آمریکا علناً اعلام شد. این روز همان روزی که برلین سقوط کرد و رسماً به عنوان روز پایان جنگ جهانی دوم در اروپا در نظر گرفته می‌شود. بعدها در همان سال گل رز صلح در جلسه افتتاحیهٔ سازمان ملل متحد در سان فرانسیسکو به هر یک از هیئت‌های نمایندگی هدیه شد و در یادداشتی که همراه گل بود نوشته شده بود که:
«ما امیدواریم که گل رز " صلح "، افکار مردم را برای برقراری یک صلح جهانی ابدی، تحت تاثیر قرار بدهد.»
پیتر بیلز، پرورش دهنده و متخصص گل رز اهل انگلستان، در کتاب خود "گل سرخ" نوشته‌است،
«"صلح"، بدون شک، بهترین دورگهٔ چای است که تا کنون به وجود آمده‌است و به عنوان یک رقم استاندارد برای همیشه باقی می‌ماند.»